# Михайловское (Новониколаевский район)
Михайловское (укр. Михайлівське) — село,
Новониколаевский поселковый совет,
Новониколаевский район,
Запорожская область,
Украина.
Код КОАТУУ — 2323655101. Население по переписи 2001 года составляло 428 человек.

## Географическое положение
Село Михайловское находится на левом берегу реки Верхняя Терса,
выше по течению на расстоянии в 5 км расположено село Островское,
ниже по течению на расстоянии в 4 км расположено село Софиевка,
на противоположном берегу — пгт Новониколаевка.